# Agylla albifines
Agylla albifines là một loài bướm đêm thuộc phân họ Arctiinae, họ Erebidae.